# Bevis Hillier
Bevis Hillier (* 28. März 1940 in Redhill) ist ein britischer Kunsthistoriker, Sachbuchautor und Journalist. Er wurde besonders für seine Arbeiten über den Kunststil Art déco und seine Biografie des Dichters John Betjeman bekannt.

## Leben

### Werdegang
Bevis Hillier wuchs in Redhill auf. Seine Eltern waren Jack Ronald Hillier, Experte für japanische Kunst, und dessen Ehefrau Mary Louise (geborene Palmer), eine Expertin für Wachspuppen und Automaten. Er besuchte die Grammar School in Reigate und das Magdalen College in Oxford, wo er 1961 den Gladstone Memorial Prize for History gewann. Ab 1963 an war er als Journalist für die Tageszeitung The Times tätig, bis 1968 in der Redaktion, von 1970 bis 1984 als Antiquitäten-Korrespondent und von 1981 bis 1984 als stellvertretender Literaturredakteur. Von 1984 bis 1988 war er Mitherausgeber der Los Angeles Times. Danach arbeitete er als Rezensent für die Zeitschrift The Spectator. Seit 1997 ist Hillier Mitglied in der Royal Society of Literature.
1968 erschien Hilliers Buch Art Deco of the 20s and 30s, das erste Standardwerk über die bis dahin wenig beschriebene Stilrichtung des Art déco, die bis dahin als Art Moderne bezeichnet wurde (der Begriff Art Moderne wird seither in der englischen Sprache für den späteren stromlinienförmigen Stil des Art déco in den 1930er Jahren verwendet, die Stromlinien-Moderne). Hilliers Verwendung des Begriffs Art déco verfestigte den Ausdruck als bezeichnenden Stilbegriff. 1971 kuratierte Hillier eine große Art-déco-Ausstellung am Minneapolis Institute of Art, die das öffentliche Bewusstsein für den Stil weiter schärfte. 1969 veröffentlichte er Cartoons and Caricatures, eine Studie über Karikaturen vom 13. bis zum späten 20. Jahrhundert. Zudem schrieb er Bücher über Keramik und Plakate sowie The Style of the Century von 1983, eine Übersicht über die verschiedenen Kunststile des 20. Jahrhunderts von Jugendstil bis Psychedelia und Pop Art bis hin zu Punk. Hilliers Hauptwerk ist die autorisierte Biografie des britischen Dichters John Betjeman, für deren Fertigstellung er 25 Jahre benötigte. Die drei Bände erschienen 1988, 2002 und 2004. Zum hundertsten Geburtstag Betjemans erschien 2006 eine einbändige Kurzfassung.

### Der Betjeman-Briefschwindel
A. N. Wilson, bekannt für seine kritischen Biographien, Romane und populärgeschichtlichen Werke, veröffentlichte im August 2006 eine mit Hilliers konkurrierende Biografie über Betjeman. Ein Artikel in der Zeitung The Sunday Times deckte auf, dass Wilsons Biografie einen hoax letter (Schwindelbrief) enthielt, der angeblich von Betjeman verfasst worden war. Der Brief war von Eve de Harben an Wilson geschickt worden, wobei deren Name ein Anagramm des Ausdrucks Ever been had? (Wurden Sie jemals hereingelegt?) darstellte. Zudem ergaben die ersten Buchstaben jedes Satzes, beginnend mit dem zweiten Satz, das Akrostichon A. N. Wilson is a shit. (A. N. Wilson ist ein Scheißkerl). Hillier galt als Verdächtiger für diese Fälschung. Er bestritt die Vorwürfe zunächst, gab aber bald darauf zu, dass er den Brief geschrieben habe und nannte als Motiv seine Verärgerung über Wilsons negative Rezension des zweiten Bandes seiner Betjeman-Biografie und die Vorveröffentlichung von Wilsons eigener Biografie.

## Veröffentlichungen (Auswahl)
- Art Deco of the 20s and 30s. Studio Vista/Dutton Picturebacks, 1968, ISBN 978-0-289-27788-1.
- The Decorative Arts of the Forties and Fifties: Austerity/Binge. Clarkson N. Potter Publishers, 1975, ISBN 0-517-51850-3.
- Bevis Hillier’s Pocket Guide to Antiques. Mitchell Beazley, 1981, ISBN 0-85533-317-0.
- John Betjeman: A Life in Pictures. John Murray, 1984, ISBN 0-7195-4181-6.
- Young Betjeman. John Murray, 1988, ISBN 0-7195-4531-5.
- John Betjeman: New Fame, New Love, 1934–1958. John Murray, 2002, ISBN 0-7195-5002-5.
- Betjeman: The Bonus of Laughter. John Murray, 2004, ISBN 0-7195-6495-6.
- The Virgin’s Baby: The Battle of the Ampthill Succession. Hopcyn Press, 2013, ISBN 978-0-9572977-6-0.
- A laughing cavalier. (Memento vom 4. Dezember 2008 im Internet Archive) In: The Spectator vom 4. Oktober 2008, S. 32–34.